# Настоящие печники
 Настоящие печники (лат. Furnarius) — род птиц из семейства печниковых отряда воробьинообразных.

## Внешний вид
Представители рода — некрупные птицы с длиной тела 15—20 см и клиновидным хвостом. Окраска оперения сочетает оттенки от белых и бежевых до коричневых. Верхняя часть туловища темнее, чем нижняя. По бокам головы расположены белые полосы, напоминающие брови.

## Размножение

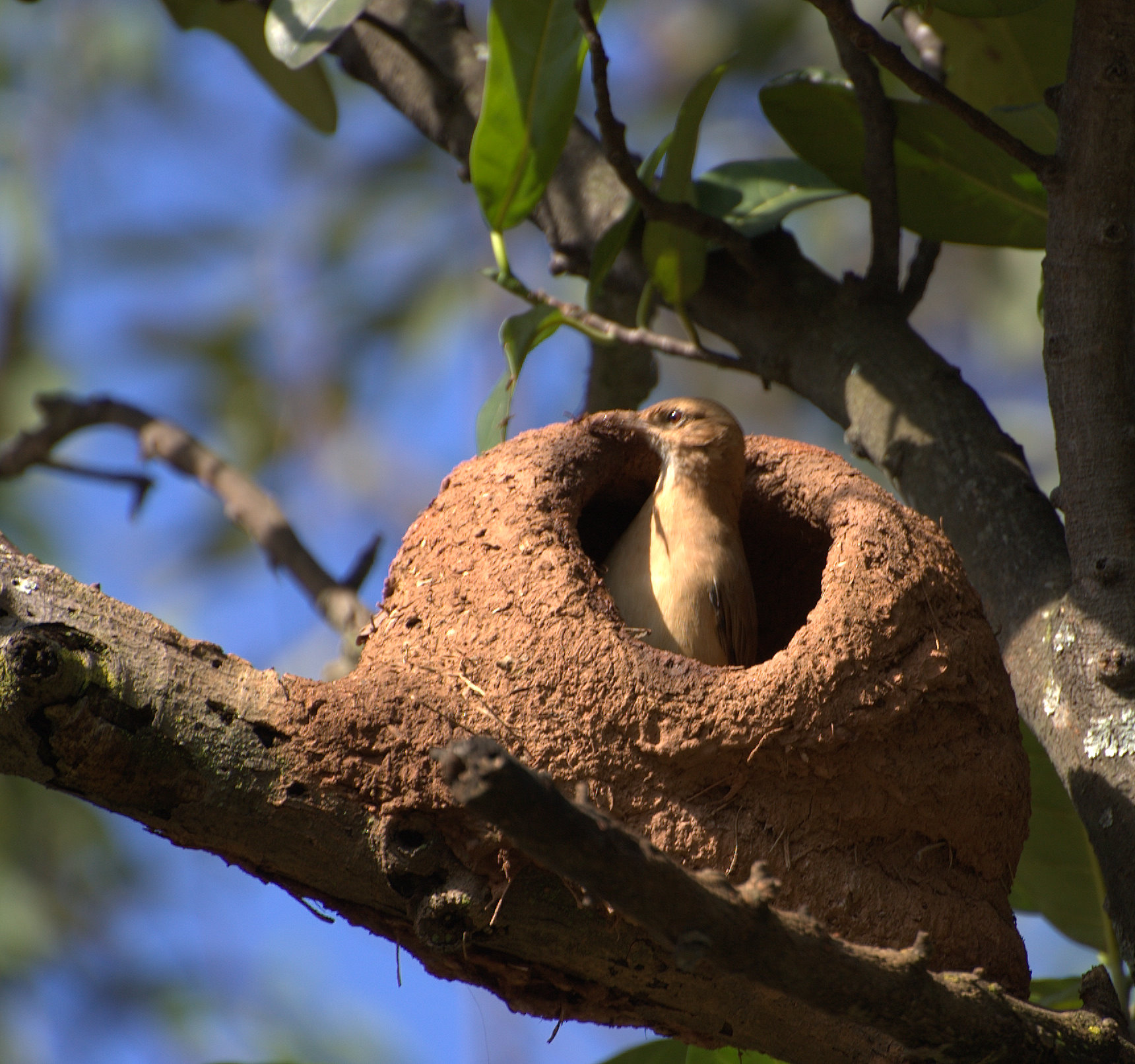
Гнездо рыжего печника

Настоящие печники строят свои гнёзда на пнях, столбах и в кронах деревьев. Строительным материалом служит глина, а само гнездо имеет форму шара со сложным внутренним устройством. Гнездо используется единожды, потом птицы строят новое

## Распространение
Настоящие печники обитают на территории Южной Америки от Колумбии и Венесуэлы до Аргентины. Селиться предпочитают на открытых ландшафтах. 

## Виды
Род насчитывает восемь видов:
- Furnarius cristatus Burmeister, 1888 — Хохлатый настоящий печник
- Furnarius figulus (Lichtenstein, 1823) — Полосатокрылый настоящий печник
- Furnarius leucopus Swainson, 1838 — Бледноногий настоящий печник
- Furnarius cinnamomeus
- Furnarius longirostris
- Furnarius minor Pelzeln, 1858 — Малый настоящий печник
- Furnarius rufus — Рыжий печник
- Furnarius torridus Sclater et Salvin, 1866